# ライアン・フランクリン
ライアン・レイ・フランクリン（Ryan Ray Franklin, 1973年3月5日 - ）はアメリカ合衆国アーカンソー州フォートスミス出身の元プロ野球選手（投手）。右投右打。

## 経歴
1992年にドラフト23巡目でシアトル・マリナーズから指名され、1993年5月21日に契約。
1999年5月15日にメジャーデビュー。同年、リリーフで6試合に登板。
2000年はメジャーでプレイすることはなかったが、シドニーオリンピックに野球アメリカ合衆国代表として出場し、金メダルを獲得した。フランクリンは、4試合に登板し、3勝を記録。
2003年、先発投手として32試合に登板。11勝を挙げたが、リーグワーストの34被本塁打を記録。
2004年も先発投手として32試合に登板したが、6月23日から9月10日にかけて11連敗。リーグワースト2位の16敗でシーズンを終え、2005年はリーグワースト4位の15敗。禁止薬物に陽性反応を示したため、2005年8月2日にMLB機構が、10日間の出場停止処分を発表した。
フェリックス・ヘルナンデスの台頭に伴い、先発投手を1人減らすことになった際、フランクリンかギル・メッシュにするかで検討されたが、結局フランクリンが解雇された。2006年1月13日にフィラデルフィア・フィリーズへFA移籍。2006年8月7日、トレードでシンシナティ・レッズへ移籍。同年、フィリーズとレッズでリリーフとして66試合に登板。シーズン終了後の2007年1月22日、セントルイス・カージナルスへ移籍。
リリーフに転向して以降、GO/AO（ゴロアウトとフライアウトの比率）が1を上回るようになり、ゴロで打ち取ることが多くなった。2007年7月5日、2年契約（3年目の2010年は球団オプション）で契約延長。2008年5月16日、カージナルスのクローザーのジェイソン・イズリングハウゼンの故障者リスト入りに伴い、フランクリンがクローザーを務めることに。同年、チーム最多の17セーブを記録。
2009年はクローザーとして開幕を迎え、開幕から13試合連続無失点を達成。4、6、8月は防御率0.00を記録し、前半戦は防御率0.79、WHIP0.79、22セーブ機会で失敗1の成績を修め、オールスターに初めて選出された。後半戦は防御率3.33、WHIP1.70、セーブ失敗4と調子を落としたが、スライダーに代わりカッターを投じるようになって被本塁打率は例年から激減した。
2010年は7月6日のコロラド・ロッキーズ戦で1/3回で6失点を喫したこともあり防御率は前年より悪化したが、リーグ2位のセーブ成功率93.1%とリーグ9位のWHIP1.03を記録。リリーフ投手中リーグ4位の与四球率1.38と四球を減らし、終盤にはナックルボールを投げるようになった。
2011年は21試合の登板で被本塁打率2.93と被本塁打が多く、防御率8.46、WHIP1.84と低迷。6月29日に解雇された。11月19日、引退を表明した。

## 選手としての特徴

### 薬物疑惑
2005年8月2日にアナボリックステロイドに陽性反応を示し、10日間の出場停止処分を受けた。フランクリン本人によると5月のドーピング検査で陽性反応が出ていたが、その3週間後に再検査を受けたときの結果は陰性だったという。そのため検査に欠陥があるか、誰か他の人の尿が一緒に混ざってしまったと主張している。
2年後の2007年12月13日に発表されたミッチェル報告書によると、カーク・ラドムスキーは2004年にロン・ビローンからフランクリンを紹介されたと主張している。ビローンは筋力を向上させるために、フランクリンに提供してほしいと言ってきたので、言う通りにデカ・デュラボリンとアナバーを提供した。この主張に関する情報を提供し、応答の機会を与えるためにジョージ・J・ミッチェルが面会を要求したが、フランクリンはこれを拒否した。

## 詳細情報

### 年度別投手成績
| 年 度      | 球 団      | 登 板 | 先 発 | 完 投 | 完 封 | 無 四 球 | 勝 利 | 敗 戦 | セ 丨 ブ | ホ 丨 ル ド | 勝 率 | 打 者 | 投 球 回 | 被 安 打 | 被 本 塁 打 | 与 四 球 | 敬 遠 | 与 死 球 | 奪 三 振 | 暴 投 | ボ 丨 ク | 失 点 | 自 責 点 | 防 御 率 | W H I P |
| ---------- | ---------- | ----- | ----- | ----- | ----- | -------- | ----- | ----- | -------- | ----------- | ----- | ----- | -------- | -------- | ----------- | -------- | ----- | -------- | -------- | ----- | -------- | ----- | -------- | -------- | ------- |
| 1999       | SEA        | 6     | 0     | 0     | 0     | 0        | 0     | 0     | 0        | 1           | ----  | 51    | 11.1     | 10       | 2           | 8        | 1     | 1        | 6        | 0     | 0        | 6     | 6        | 4.76     | 1.59    |
| 2001       | SEA        | 38    | 0     | 0     | 0     | 0        | 5     | 1     | 0        | 5           | .833  | 335   | 78.1     | 76       | 13          | 24       | 4     | 4        | 60       | 2     | 0        | 32    | 31       | 3.56     | 1.28    |
| 2002       | SEA        | 41    | 12    | 0     | 0     | 0        | 7     | 5     | 0        | 3           | .583  | 495   | 118.2    | 117      | 14          | 22       | 1     | 5        | 65       | 0     | 0        | 62    | 53       | 4.02     | 1.17    |
| 2003       | SEA        | 32    | 32    | 2     | 1     | 0        | 11    | 13    | 0        | 0           | .458  | 877   | 212.0    | 199      | 34          | 61       | 3     | 9        | 99       | 1     | 2        | 93    | 84       | 3.57     | 1.23    |
| 2004       | SEA        | 32    | 32    | 2     | 1     | 1        | 4     | 16    | 0        | 0           | .200  | 870   | 200.1    | 224      | 33          | 61       | 1     | 10       | 104      | 0     | 3        | 116   | 109      | 4.90     | 1.42    |
| 2005       | SEA        | 32    | 30    | 2     | 1     | 1        | 8     | 15    | 0        | 0           | .348  | 832   | 190.2    | 212      | 28          | 62       | 4     | 7        | 93       | 3     | 1        | 110   | 108      | 5.10     | 1.44    |
| 2006       | PHI        | 46    | 0     | 0     | 0     | 0        | 1     | 5     | 0        | 8           | .167  | 233   | 53.0     | 59       | 10          | 17       | 4     | 4        | 25       | 1     | 0        | 28    | 27       | 4.58     | 1.43    |
| 2006       | CIN        | 20    | 0     | 0     | 0     | 0        | 5     | 2     | 0        | 0           | .714  | 110   | 24.1     | 27       | 3           | 16       | 6     | 0        | 18       | 1     | 0        | 14    | 12       | 4.44     | 1.77    |
| '06計      | CIN        | 66    | 0     | 0     | 0     | 0        | 6     | 7     | 0        | 8           | .462  | 343   | 77.1     | 86       | 13          | 33       | 10    | 4        | 43       | 2     | 0        | 42    | 39       | 4.54     | 1.54    |
| 2007       | STL        | 69    | 0     | 0     | 0     | 0        | 4     | 4     | 1        | 25          | .500  | 317   | 80.0     | 70       | 8           | 11       | 0     | 3        | 44       | 2     | 0        | 28    | 27       | 3.04     | 1.01    |
| 2008       | STL        | 74    | 0     | 0     | 0     | 0        | 6     | 6     | 17       | 13          | .500  | 346   | 78.2     | 86       | 10          | 30       | 4     | 3        | 51       | 3     | 0        | 34    | 31       | 3.55     | 1.47    |
| 2009       | STL        | 62    | 0     | 0     | 0     | 0        | 4     | 3     | 38       | 1           | .571  | 250   | 61.0     | 49       | 2           | 24       | 3     | 1        | 44       | 1     | 0        | 13    | 13       | 1.92     | 1.20    |
| 2010       | STL        | 59    | 0     | 0     | 0     | 0        | 6     | 2     | 27       | 0           | .750  | 264   | 65.0     | 57       | 7           | 10       | 1     | 4        | 42       | 5     | 0        | 25    | 25       | 3.46     | 1.03    |
| 2011       | STL        | 21    | 0     | 0     | 0     | 0        | 1     | 4     | 1        | 0           | .200  | 133   | 27.2     | 44       | 9           | 7        | 2     | 1        | 17       | 1     | 0        | 27    | 26       | 8.46     | 1.84    |
| 通算：12年 | 通算：12年 | 532   | 106   | 6     | 3     | 2        | 62    | 76    | 84       | 56          | .449  | 5113  | 1201.0   | 1230     | 173         | 353      | 34    | 52       | 668      | 20    | 6        | 588   | 552      | 4.14     | 1.32    |

- 各年度の太字はリーグ最高

### 表彰
- 最優秀救援投手（2009年）
- DHL デリバリー・マン・オブ・ザ・マンス（2009年8月）

### 代表歴
- 2000年シドニーオリンピックの野球競技・アメリカ合衆国代表